# Wonderlic-Test
Der Wonderlic-Test ist ein amerikanischer IQ-Test. Als Kurztest zur Messung der allgemeinen Intelligenz wird er vorwiegend zur Personalauswahl eingesetzt.
Dieser Test besteht aus 50 Fragen, für deren Beantwortung insgesamt 12 Minuten zur Verfügung stehen. Dabei entsprechen 20 erreichte Punkte in diesem Test einem Intelligenzquotienten von ungefähr 100.
Dieser Test wird unter anderem von den Vereinen der National Football League angewendet, um die Intelligenz der im Entry Draft zur Verfügung stehenden Spieler zu testen. Dies basiert auf der Annahme, dass ein intelligenter Spieler die komplexen Spielzüge seiner Mannschaft besser erfassen kann.